# Cup (mathématiques)
Ne doit pas être confondu avec Cap.
Pour les articles homonymes, voir Cup.
En mathématiques, le cup est un symbole qui a la forme d'une tasse, et ressemble à un U majuscule de la taille d'une minuscule :
{\displaystyle \cup } . Selon les domaînes, on peut le prononcer "union".
Il symbolise la réunion d'ensembles, le cup-produit en homologie et cohomologie, ...